# 熱海ビーチライン
熱海ビーチライン（あたみビーチライン）は、神奈川県と静岡県県境付近の門川交差点から、静岡県熱海市東海岸町（お宮の松）付近に至る、延長6.1kmの観光有料道路（一般自動車道）である。正式名称は熱海海岸自動車道。

## 概説
相模灘の海岸沿いを通る快適な観光ルートであり、並行する国道135号のバイパス機能も持つ。国道135号は熱海市泉門川から熱海市東海岸町に至る区間では坂やカーブがある一方、熱海ビーチラインはほとんど平坦で通行上支障が少ない。ただし、夏のピーク時には大渋滞が発生するため、国道135号や伊豆スカイラインを経由した方が早いこともある。海岸線を通過することから高波などの影響を受けやすく、悪天候時にはたびたび通行止となる。
年間通行台数は254万台（2019年度）。道路運送法を根拠法令とする一般自動車道であり、道路交通法による一部車両通行規制として自動車専用同様に歩行者・軽車両・原動機付自転車・125cc以下の自動二輪車の通行は禁止されている。

## 経営

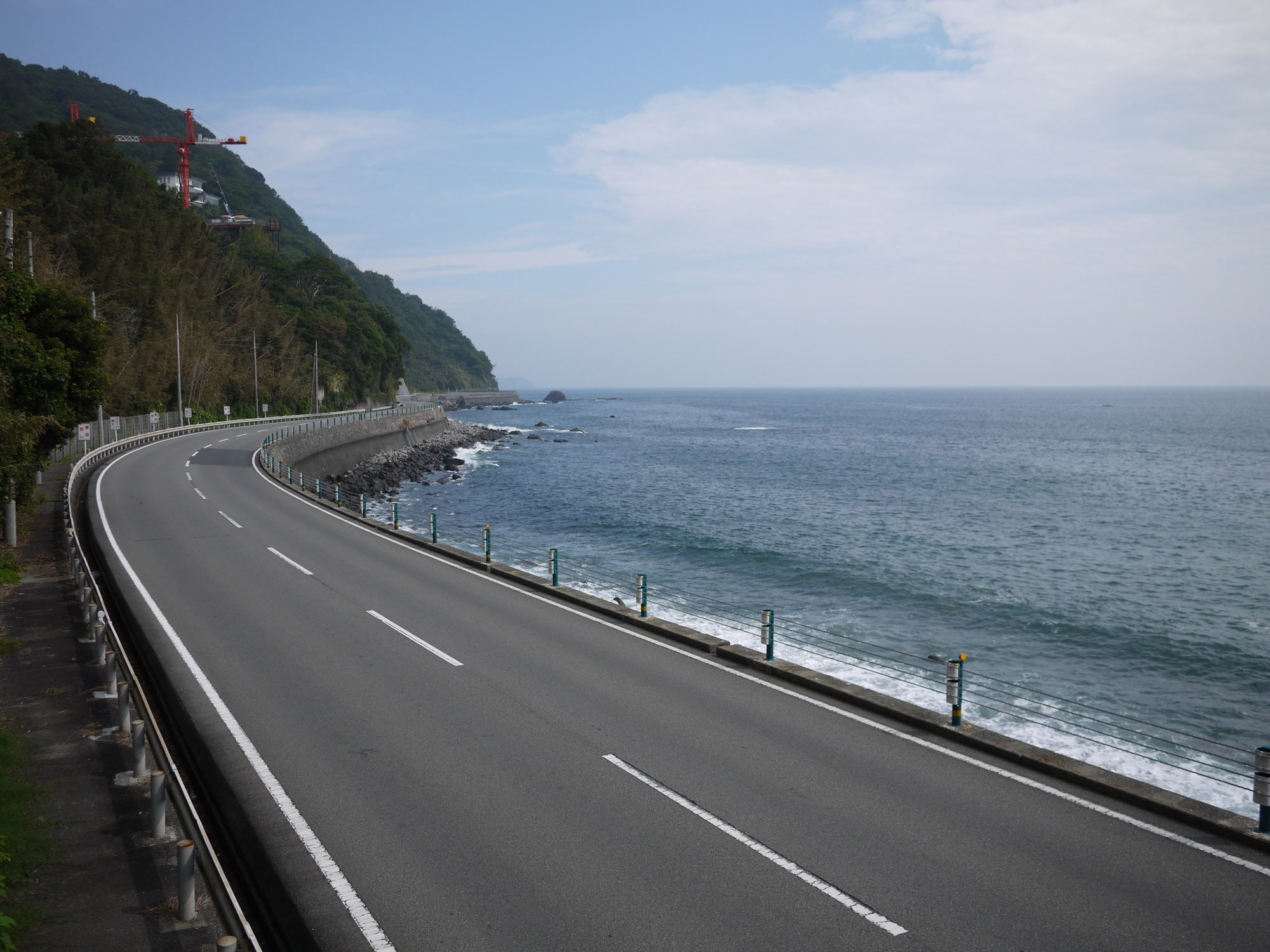
熱海ビーチラインと相模灘

民間企業により保有・運営されている有料道路である。
三井観光開発により開発され保有・運営されていたが、2002年（平成14年）5月に特別目的会社「有限会社熱海ビーチライン」に約126億円で売却し、本邦における初の道路の証券化とされた。三井観光開発がリースバックし、その後グランビスタ ホテル&リゾートに社名を変更してからも引き続き運営を実施していた。2021年8月31日には、建設当初、設計・施工を実施した鹿島建設と鹿島道路が出資（鹿島：90％、鹿島道路：10％）する「熱海インフラマネジメント合同会社」により取得された。自動車道事業の免許については、熱海インフラマネジメント合同会社が新たに取得している。

## 沿革
- 1965年（昭和40年）8月1日：供用開始。
- 2023年（令和5年）4月1日：料金所において ETCX導入。

## 出入口など
- 熱海ビーチライン出入口（門川交差点）（国道135号・真鶴道路旧道）
- 料金所
- 伊豆山港出口
  - 伊豆山港出口には料金所がないため、熱海サンビーチの方向からビーチラインに乗り、伊豆山港出口で降りると無料で通行できる。
- 熱海ビーチライン出入口

## 通行料金
2023年（令和5年）4月1日現在の通行料金。ETC には対応していないが、2023年（令和5年）4月1日より ETCX が利用可能である。
- 自動二輪車（125cc超）：300円
- 軽自動車：500円
- 普通自動車：500円
- マイクロバス：1,200円
- 大型自動車：2,000円

## その他
- 熱海市が毎年3月に開催した『熱海湯らっくすマラソン大会』のコースとしても使用され、大会開催時には車両通行止の措置が執られて一般に開放されていた。ただし、マラソン大会については近辺で大地震が発生した場合の津波避難対策が十分に取れないとして2013年から中止されている[6]。

大規模な交通障害
- 2021年（令和3年）7月3日　- 熱海市伊豆山地区にて、大雨により土石流が発生（熱海市伊豆山土石流災害）。そのため、門川交差点から東海岸町（お宮の松）付近までの全区間で通行止めとなり、その後7月8日から緊急車両や地元住民の車両に限り再開。7月14日正午からは一般車両についても通行を再開。国道135号の通行規制が解除されるまでの間、125cc以下の自動二輪及び原動機付自転車を含む一般車両の通行を無料とした。ただし、料金所にて一時停止、30km/h以下とともに、ハザードランプ点灯、ルート途中にて駐停車・追い越し禁止としている。また徒歩、自転車での通行はできない[7]。2021年（令和3年）7月29日15時に、国道135号の通行止めが解除、されたため、熱海ビーチラインの無料開放は、29日限りで終了し、30日（金）0時から通常の有料道路に戻った[8]。